# François de La Pointe
François de La Pointe est un graveur français du XVIIe siècle, plutôt spécialisé dans la géographie.

## Œuvres

Carte particulière des Environs de Paris par l’Académie Royale (1678).

- Carte particulière des environs de Paris